# Sveti Anton, Koper
Sveti Anton este o localitate din comuna Koper, Slovenia, cu o populație de 1.343 de locuitori.